# Comitatul Pierce, Wisconsin
Comitatul Pierce este unul din cele 72 de comitate din statul Wisconsin, Statele Unite ale Americii. Sediul acestuia este localitatea Ellsworth. Conform recensământului din anul 2000, populația sa a fost 36.804 de locuitori.

## Demografie
|  | Graficele sunt indisponibile din cauza unor probleme tehnice. Mai multe informații se găsesc la Phabricator și la wiki-ul MediaWiki. |

Date: Wikidata - grafică realizată de Wikipedia